# Elite Model Look Vietnam
Elite Model Look Vietnam là một chương trình truyền hình thức tế tìm kiếm người mẫu, để đến cuộc thi Elite Model Look quốc tế, cuộc thi lần đầu tổ chức là năm 2014 kể từ đó không còn cuộc thi nào xuất hiện. Elite Model Look Vietnam là một trong những phiên bản con của Elite Model Look, ngoài ra còn có một số phiên bản con khác tương tự như Việt Nam, như: Ấn Độ,...

## Danh sách người chiến thắng
| Thời gian          | Người chiến thắng | Người về nhì     | Người về ba         | Số thí sinh | Địa điểm                                  | Ghi chú |
| ------------------ | ----------------- | ---------------- | ------------------- | ----------- | ----------------------------------------- | ------- |
| 6 tháng 9 năm 2014 | Đặng Thị Lệ Hằng  | Phạm Thị Kim Thi | Nguyễn Thị Ngọc Anh | 24          | Trung tâm hội nghị Adora Premium (TP.HCM) | [ 1 ]   |

## Elite Model Look Vietnam 2014

### Giải chính
| Giải thưởng                             | Đại diện/Thí sinh     |
| --------------------------------------- | --------------------- |
| Quán quân Elite Model Look Vietnam 2014 | - Đặng Thị Lệ Hằng    |
| Á quân 1                                | - Phan Thị Kim Thi    |
| Á quân 2                                | - Nguyễn Thị Ngọc Anh |

### Giải phụ
| Giải thưởng                                      | Đại diện/Thí sinh       |
| ------------------------------------------------ | ----------------------- |
| Người đẹp Hình thể                               | - Tống Hương Thảo       |
| Người đẹp Ảnh                                    | - Nguyễn Anh Thư        |
| Người đẹp có gương mặt quảng cáo xuất sắc nhất   | - Hoàng Vũ Hiền         |
| Người đẹp có gương mặt người mẫu thời trang nhất | - Nguyễn Thị Thanh Khoa |
| Người đẹp đi catwalk đẹp nhất                    | - Lại Thị Thanh Hương   |

## Đại diện Việt Nam tạiElite Model Look
| Năm  | Đại diện               | Quên quán             | Hạng           | Giải phụ |
| ---- | ---------------------- | --------------------- | -------------- | -------- |
| 1996 | Trần Bảo Ngọc          | Hà Nội                | Không đạt giải | Không    |
| 2002 | Trương Thuỵ Thanh Trúc | ?                     | Không đạt giải | Không    |
| 2003 | Nguyễn Ngọc Thuỳ Nga   | Thành phố Hồ Chí Minh | Không đạt giải | Không    |
| 2005 | Hoàng Khánh Ngọc       | Hải Dương             | Không đạt giải | Không    |
| 2008 | Đinh Lan Phương        | Hà Nội                | Không đạt giải | Không    |
| 2011 | Nguyễn Thị Tuyết Lan   | Thành phố Hồ Chí Minh | Không đạt giải | Không    |
| 2014 | Đặng Thị Lệ Hằng       | Đà Nẵng               | Không đạt giải | Không    |